# Poikilogyne macrophylla
Poikilogyne macrophylla är en tvåhjärtbladig växtart som först beskrevs av Célestin Alfred Cogniaux, och fick sitt nu gällande namn av Rudolf Mansfeld. Poikilogyne macrophylla ingår i släktet Poikilogyne och familjen Melastomataceae. Inga underarter finns listade i Catalogue of Life.